# Базилевский, Иван Викторович
Иван Викторович Базилевский (17 августа 1898, Великино, Ямбургский уезд, Санкт-Петербургская губерния, Российская империя — 22 апреля 1989, Сольна, Стокгольм, Швеция) — русский поэт, российский и эстонский офицер. Участник Первой мировой войны, Гражданской войны и Второй мировой войны.

## Биография
Сын золотопромышленника Виктора Ивановича Базилевского и Людмилы Ивановны, урожденной Григоровой, внучки мецената А. Н. Григорова. Получил домашнее образование. В 1910 году сдал экзамены за второй класс гимназии и поступил в Первый Петербургский кадетский корпус, который окончил. В июне 1916 года вступил в службу на правах вольноопределяющегося в артиллерийскую бригаду 78-й пехотной дивизии. Воевал на Юго-Западном фронте, в Буковине и Галиции. В июне 1917 года произведён в бомбардиры. В августе 1917 года произведён в младшие фейерверкеры. В ноябре 1917 года произведён за боевые отличия в прапорщики. В начале февраля 1918 года демобилизован; вернулся в имение.
Весной 1919 года вступил в Ингерманландский добровольческий отряд, где стал командиром батареи, а позже начальником команды разведчиков. В конце июня 1919 года перешёл в Северо-Западную армию, где был назначен во 2-ю батарею Отдельного гаубичного дивизиона. Участвовал в боях за форт «Красная Горка» и осеннем наступлении на Петроград.
В конце 1919 года поступил в Эстонскую народную армию, где был назначен в Ингерманландскую батарею. 20 июня 1920 года демобилизован. Служил помощником землемера до 1923 года, таксатором (оценщиком земельных угодий), в 1925—1927 помощником старшего землемера, в 1928 таксатором в Ляэнемаа и Хийумаа. В 1928 году, с особого разрешения Министерства просвещения, после сдачи языкового экзамена поступил в Тартуский университет, на отделение лесоводства сельскохозяйственного факультета. В 1929 году принят в гражданство Эстонской Республики. В весеннем семестре избран товарищем председателя Общества русских студентов. Осенью 1929 года из-за материальных трудностей покинул университет. С 1930 года служил лесным объездчиком в лесничестве Пагари уезда Вырумаа. 15 августа 1930 года зачислен в резерв с чином прапорщика. В 1935 году перевёлся в лесничество Пурила уезда Харьюмаа. 5 марта 1941 года с супругой Елизаветой Роос-Базилевской выехал в Третий рейх. Находился в лагере для переселенцев Вернек.
С началом Великой Отечественной войны мобилизован. Служил переводчиком на Украине. 17 марта 1943 года командирован в регистрационное бюро «Эстланд». 19 марта того же года переведён в Эстонский легион СС с чином обершарфюрера. В дальнейшем командир взвода в Эстонском легионе. Позже стал унтерштурмфюрером. 6 августа 1944 года ранен в боях на Синимяэ, направлен в госпиталь. 22 сентября 1944 года плавучий лазарет, на котором 3000 раненых эвакуировались из Риги, вследствие Таллинской операции, был потоплен советской авиацией. Базилевскому, среди немногих, удалось спастись, через несколько часов был подобран катером. Находился на излечении в госпитале в Данциге. В начале 1945 года получил направлении в подразделение эстонских офицеров-резервистов в Герлитце, вместе с ними отступал на Запад. Оказался в советской оккупационной зоне, в мае 1945 года бежал в английскую зону. Интернирован.
Входил в объединения эстонских эмигрантов в Германии. В конце 1945 года воссоединился с супругой, сумевшей бежать в Западную Германию, жили в Вёльмарсхаузене, близ Гёттингена. В январе 1951 года уехал к друзьям в Швецию, оставив больную жену в Германии. В 1953 году обосновался в Сольне в лене Стокгольма.

## Семья
В 1930 году Базилевский женился на поэтессе Елизавете Альфредовне Роос (1902―1951). С 1935 по 1941 год семья Базилевских жила в Харьюском уезде, где Елизавета преподавала в школе немецкий язык, а Иван работал лесным объездчиком. После войны в Гёттингене Иван Викторович стал мастерить по дереву, изготавливать куклы для детского театра. После того как Базилевский уехал к знакомым в Швецию, Елизавета, страдавшая депрессией, в мае 1951 года покончила с собой. В 1953 году повторно женился на Евгении Робертовне Вирен (1917—2006). Своих детей не имел.

## Творчество
В 1930 году Базилевский начинает писать стихи, но писал мало и крайне редко публиковался. Несмотря на это, Базилевский вошёл в антологию русской эмигрантской литературы Прибалтики. Гораздо больше писала его супруга.
Использовал псевдоним «Иван Варваци», взятый в честь прапрадеда И. А. Варваци, российского и греческого деятеля.
Стихи публиковались в таллиннском ежегоднике «Новь», но большая часть творческого наследия И. В. Базилевского так и осталась не опубликованной при жизни поэта и хранилась в архиве. В 2000-х годах часть стихотворений была опубликована в русскоязычном эстонском журнале «Вышгород».